# Rickmer Rickmers
O Rickmer Rickmers é um veleiro, armado em Barca de três mastros, ancorado como navio museu no porto de Hamburgo. Como Sagres serviu como navio-escola da Marinha Portuguesa, entre 1927 e 1962.

## Histórico
O navio foi construído nos estaleiros Rickmers Werft em Bremerhaven, na Alemanha e lançado à água em 1896 e colocado ao serviço do armador Rickmers Reismühlen, Rhederei und Schffibau AG com o nome Rickmer Rickmers. O navio, construído em ferro, armou, inicialmente, em galera.
Na marinha mercante alemã, o navio foi utilizado, sobretudo, no transporte de algodão entre o Extremo Oriente e a Europa.
Em 1902 um temporal danificou-lhe a mastreação. Depois da reparação, o navio passou a armar em Barca.
Em 1912 o navio foi vendido ao armador de Hamburgo, Carl Christian Krabbenhöf, sendo rebatizado Max.
Na sequência da Primeira Guerra Mundial, em 1916, o Governo de Portugal decretou o apresamento dos navios alemães e austro-húngaros ancorados nos portos portugueses. O Max, que se encontrava, então, no porto da Horta foi apresado e, a pedido do Governo Britânico, emprestado ao Reino Unido. Durante o resto da guerra, o navio foi usado pelos britânicos, com o nome Flores.
No final da guerra foi devolvido a Portugal, sendo aumentado ao serviço da Armada Portuguesa em 1924, com a designação NRP Sagres. Em 1927 foi decidida a sua conversão em navio-escola para cadetes da Escola Naval. Foi o segundo navio-escola da Marinha Portuguesa a ter aquela denominação, depois da antiga corveta Sagres, sendo, por isso, também conhecido por Sagres II. Por vezes, devido à ignorância da existência daquela antiga corveta, o Sagres II é referido como Sagres I.
Na Marinha Portuguesa a Sagres II ficou célebre mundialmente pelas cruzes de Cristo nas suas velas. Em 1958 o navio venceu a regata Tall Ships’ Races.
Em 1962 o Sagres II foi substituído, como navio-escola da Marinha Portuguesa, pelo Sagres III (antigo NE Guanabara da Marinha do Brasil). O navio foi então rebatizado Santo André e reclassificado como navio depósito.
Em 28 de abril de 1983 o Santo André foi entregue à associação alemã Windjammer für Hamburg, que, em troca, entregou à Marinha Portuguesa o NRP Polar.
O navio foi restaurado e transformado em navio museu, ancorado, no porto de Hamburgo, com o nome original Rickmer Rickmers.

## Galeria

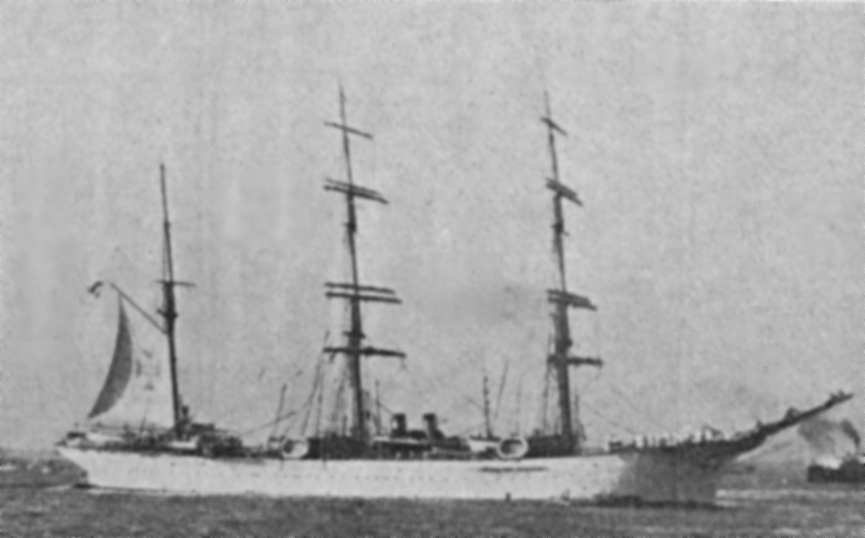
Sagres, em 1942, quando em viagem ao Brasil.
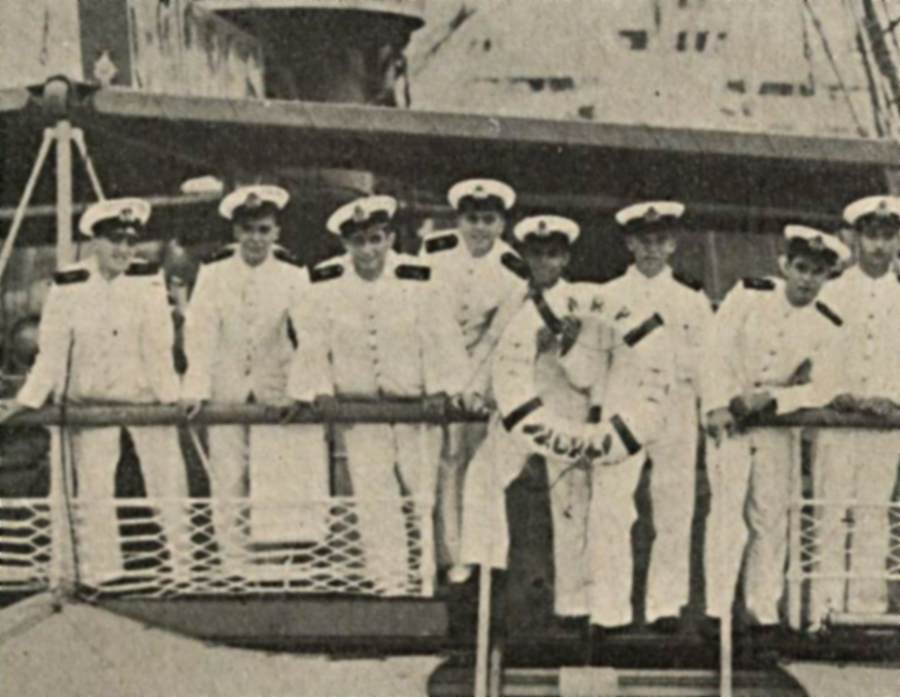
Tripulantes no convés, 1942.
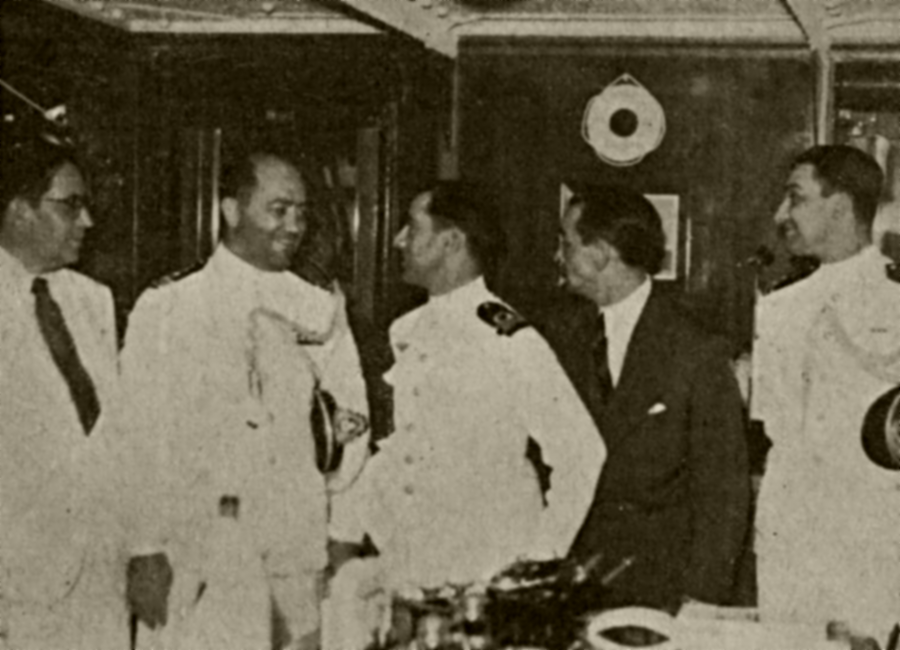
Oficiais, interior do navio, 1942.
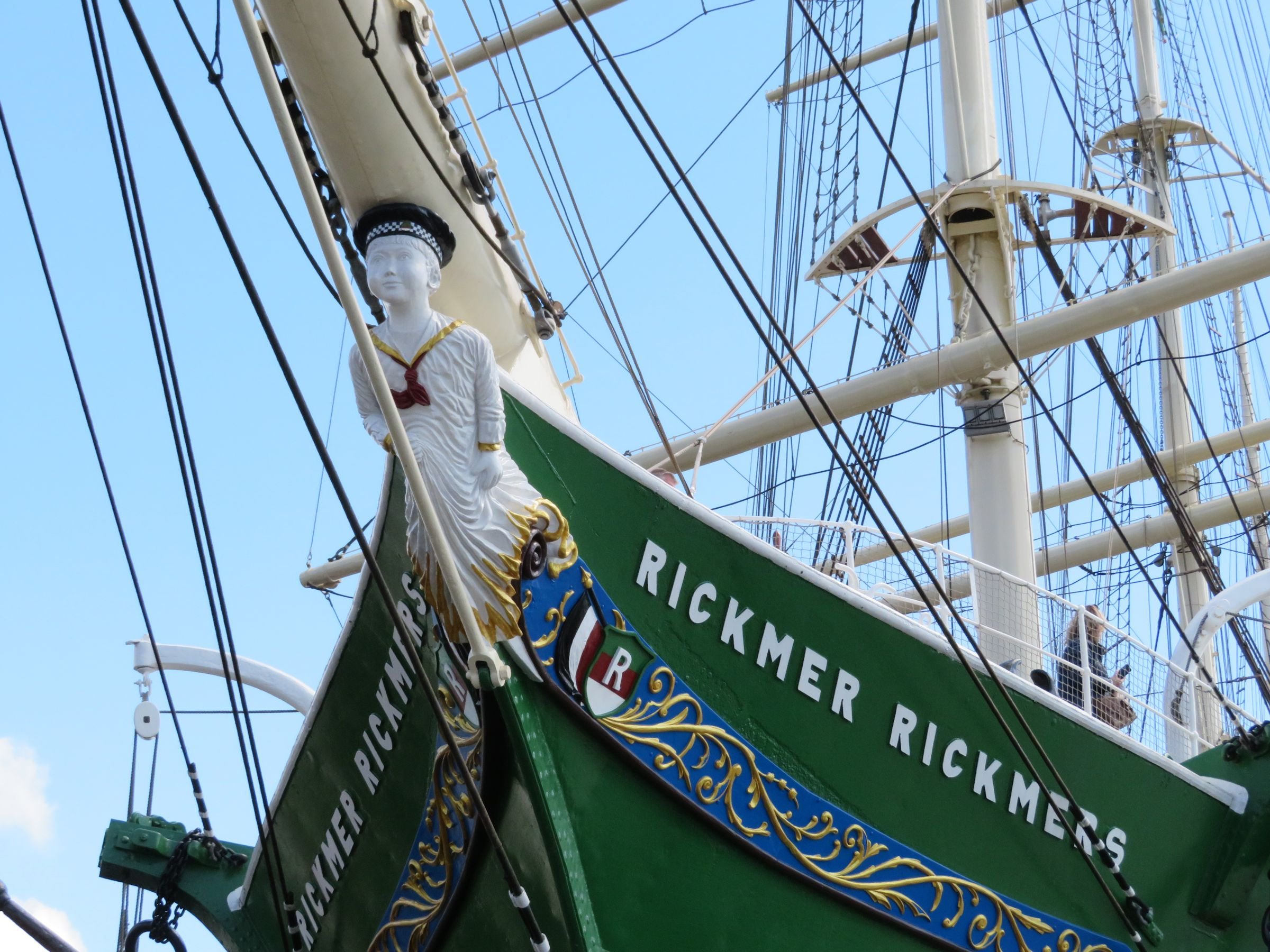
Rickmer Rickmers, detail